# Ronde van Spanje 1965
De 20e editie van de Ronde van Spanje ging op 29 april 1965 van start in Vigo, in het westen van Spanje. Na 3409 kilometer en 18 etappes werd op 16 mei in Bilbao gefinisht. De ronde werd gewonnen door de Duitser Rolf Wolfshohl. 

## Eindklassement
Rolf Wolfshohl werd winnaar van het eindklassement van de Ronde van Spanje van 1965 met een voorsprong van 6 minuten en 36 seconden op Raymond Poulidor. In de top tien eindigden vijf Spanjaarden. 
| rang | renner                     | land                     | ploeg          | tijd       |
| ---- | -------------------------- | ------------------------ | -------------- | ---------- |
| 1    | Rolf Wolfshohl             | Bondsrepubliek Duitsland | Mercier-BP     | 92u 36'03" |
| 2    | Raymond Poulidor           | Frankrijk                | Mercier-BP     | + 6'36"    |
| 3    | Rik Van Looy               | België                   | Solo-Superia   | + 8'55"    |
| 4    | Fernando Manzaneque        | Spanje                   | Ferrys         | + 12'48"   |
| 5    | Carlos Echeverría          | Spanje                   | Kas            | + 15'54"   |
| 6    | Francisco Gabica           | Spanje                   | Kas            | + 20'03"   |
| 7    | Hans Junkermann            | Bondsrepubliek Duitsland | Inuri-Margnat  | + 20'13"   |
| 8    | Jean Claude Wuillemin      | Frankrijk                | Montjuich-Tedi | + 20'13"   |
| 9    | Antonio Gómez del Moral    | Spanje                   | Kas            | + 23'04"   |
| 10   | Federico Martín Bahamontes | Spanje                   | Inuri-Margnat  | + 23'13"   |

## Etappe-overzicht
| Etappe | Van - naar                            | Km       | Etappewinnaar           | Klassementsleider |
| ------ | ------------------------------------- | -------- | ----------------------- | ----------------- |
| 1      | Vigo                                  | 168      | Rik Van Looy            | Rik Van Looy      |
| 2      | Pontevedra - Lugo                     | 150      | Rik Van Looy            | Rik Van Looy      |
| 3      | Lugo - Gijón                          | 247      | Rudi Altig              | Rik Van Looy      |
| 4a     | Mieres - Pajares                      | 41 (ITT) | Raymond Poulidor        | Rik Van Looy      |
| 4b     | Pajares - Palencia                    | 189      | Carlos Echeverría       | Raymond Poulidor  |
| 5      | Palencia - Madrid                     | 238      | Fernando Manzaneque     | Raymond Poulidor  |
| 6      | Madrid - Cuenca                       | 161      | Manuel Martín Piñera    | Raymond Poulidor  |
| 7      | Albacete - Benidorm                   | 212      | Rik Van Looy            | Raymond Poulidor  |
| 8      | Benidorm - Sagunto                    | 174      | Jean Claude Wuillemin   | Rolf Wolfshohl    |
| 9      | Sagunto - Salou                       | 237      | Rik Van Looy            | Rolf Wolfshohl    |
| 10a    | Salou - Barcelona                     | 115      | Frans Melckenbeeck      | Rolf Wolfshohl    |
| 10b    | Barcelona                             | 50       | Julio Jiménez           | Rolf Wolfshohl    |
| 11     | Barcelona - Andorra                   | 241      | Esteban Martín          | Rolf Wolfshohl    |
| 12     | Andorra - Lérida                      | 158      | Rik Van Looy            | Rolf Wolfshohl    |
| 13     | Lérida - Zaragoza                     | 190      | José Martín Colmenarejo | Rolf Wolfshohl    |
| 14     | Zaragoza - Pamplona                   | 193      | Rik Van Looy            | Rolf Wolfshohl    |
| 15     | Pamplona - Bayona                     | 149      | Rik Van Looy            | Rolf Wolfshohl    |
| 16     | Saint-Pée-sur-Nivelle - San Sebastián | 61 (ITT) | Raymond Poulidor        | Rolf Wolfshohl    |
| 17     | San Sebastián - Vitoria               | 214      | Rik Van Looy            | Rolf Wolfshohl    |
| 18     | Vitoria - Bilbao                      | 222      | Manuel Martín Piñera    | Rolf Wolfshohl    |